# Rørviks flygplats, Ryum
Rørviks flygplats, Ryum (norska: Rørvik lufthavn, Ryum; IATA: RVK, ICAO: ENRM) är en regional flygplats på ön Inner-Vikna i Nærøysunds kommun ca 6 km söder om staden Rørvik i Trøndelag fylke i Norge. Flygplatsen ägs och drivs av det statligt ägda Avinor och betjänar kommunerna Vikna och Nærøy. Flygplatsen har en 950 meter lång asfaltbana med nummer 04–22. Widerøe flyger till flygplatsen med sina Bombardier Dash 8-flygplan på kontrakt med transport- och kommunikationsministeriet. Flygplatsen öppnade 1986 som en kommunal flygplats. Den trafikerades först av Norving, men Widerøe tog över flygningarna 1988. Flygplatsen förstatligades 1996.

## Historik
Planer för en flygplats med kortare flyglinjer föreslogs av regeringen i december 1983. Planerna antogs av parlamentet den 10 april 1984. Medel för start av byggnation gavs i 1985 års statsbudget och drifttillstånd utfärdades av regeringen den 6 september 1985. Finansieringen delades upp mellan staten (60 procent), Vikna kommun (30 procent) och Nord-Trøndelags läns kommun (10 procent). Den kommunala finansieringen skedde genom lån i Kommunalbanken. Det mesta av den statliga finansieringen beviljades i 1986 års statsbudget, tillsammans med tre andra flygplatser. Det ursprungliga målet var 12 000 passagerare per år.
Rørvik trafikerades från början av Norving, som flög två linjer med Dornier 228: Bodø–Rørvik–Namsos–Trondheim och Rørvik–Brønnøysund måndag till fredag. Under den första vintern upptäcktes flera brister i terminalbyggnaden och temperatur ner till -6°C uppmättes inomhus.
Norving meddelade den 10 december 1987 att de skulle avsluta all verksamhet utanför Finnmark. Detta trädde i kraft den 8 januari 1988, och lämnade Rørvik utan schemalagd trafik. Flygplatsens bemanning minskade från åtta till sex, men flygplatsen var öppen från kl. 08 till 23. Från och med sommartidtabellerna 1988 ingick Rørvik i Widerøes trafik längs Helgelandskusten. Flygplatsen hade 7 244 passagerare 1988 och de sammanlagda subventionerna per passagerare var 511 NOK. Detta inkluderade 1,3 miljoner NOK i statliga driftsbidrag till flygplatsen, utöver ett driftsunderskott på 1 miljon som täcktes av kommunen.
Från 1996 togs Ryum och 25 andra regionala flygplatser över av staten och Luftfartsverket (senare omdöpt till Avinor). Flygplatsen hade 17 000 passagerare 1999. Fyra år efter förstatligandet föreslog CAA att Ryum och vissa andra regionala flygplatser skulle stängas i ett försök att minska kostnaderna, men detta ogillades av regeringen. Flygplatsen fick en förnyad certifiering av Civil Aviation Authority 2001, vilket förutom ny banbelysning krävde att flygplatsen hade en räddningsbåt. Ministeriet startade en process 2001 för att överväga att använda mindre flygplan än Dash 8-flygplanet med 37 säten. Anledningen var att det i genomsnitt bara var 17 passagerare per flygning från Rørvik och Namsos flygplats, Høknesøra tillsammans. Säkerhetskontroll infördes den 1 januari 2005. Sedan 2010 har Nord-Trøndelags länskommun drivit på för en förlängning av landningsbanan till 1 199 meter och byggandet av en större hangar.

## Faciliteter och infrastruktur
Det finns inga restauranger eller butiker på flygplatsen. Det finns heller inga flygbussar men taxiservice finns tillgängligt. Långtidsparkering är avgiftsbelagd men korttid är gratis.

## Flygbolag och destinationer
Ryum flygplats trafikeras av Widerøe med Dash 8-100/200 flygplan. Tjänsterna subventioneras för krav på allmän trafikplikt av transport- och kommunikationsministeriet, förutom Rørvik-Oslo-trafiken.
| Flygbolag | Destinationer     |
| --------- | ----------------- |
| Widerøe   | Namsos, Trondheim |